# Мінське князівство
54°00′ пн. ш. 27°30′ сх. д. / 54° пн. ш. 27.5° сх. д.
Мінське князівство — удільне руське князівство з центром в місті Мінськ (Мінеск), що існувало з 1101 до початку XIV століття.

## Історія
В 1101 при розділі володінь полоцького князя Всеслава Брячиславича між синами єдине Полоцьке князівство було поділене на 6 або 7 доль. Одним з таких уділів стало Мінське князівство, що дісталася Глібу Всеславича.
Князівство займало територію в басейнах річок Свіслоч, Друть та Березина, спочатку до його складу, крім Мінська, входили також Борисов та Логойськ, які пізніше стали, в свою чергу, центрами удільних князівств, а також ряд інших міст. Також, на думку деяких дослідників, до складу князівства деякий час входили Друцьк та Заславль.
Під час правління Гліба Всеславича, який намагався розширити князівство за рахунок володінь братів, князівство кілька разів переживало руйнівні походи, а в 1119 великий князь Київський Володимир Мономах полонив Гліба, який незабаром після цього помер. Кому дістався спадок після цього — невідомо.
У ці роки згадки про князівство достатньо уривчасті. У 1146 в Мінську сів син Гліба, Ростислав Глібович. Ростиславу і його наступникам довелося вести в другій половині XII століття боротьбу проти Друцьких та Вітебських князів. Після того, як у 1164 Володар Глібович розбив за допомогою литовців полоцького князя Рогволода Борисовича, він зміцнив незалежність Мінського князівства від Полоцька.
У другій половині XIII століття в Мінському князівстві почав посилюватися вплив литовських князів, внаслідок чого мінські князі стали союзниками Великого князівства Литовського.
Останнім мінським князем згадується у 1326 Василь, точне походження якого не встановлено.
У 1413 князівство перетворено в Мінське воєводство.

## Князі Мінські
- 1101-1119: Гліб Всеславич († 1119);
- 1146-1151: Ростислав Глібович († близько 1165), князь Мінський 1146-1151, 1159-1165, князь Полоцький 1151-1159, син попереднього;
- 1151-1159: Володар Глібович († після 1167), князь Городненський 1146-1167(?), князь Мінський 1151-1159, 1165(?)-1167, князь Полоцький (1167);
- 1159-1165: Ростислав Глібович (вдруге);
- 1165-1167: Володар Глібович (вдруге);
- 1180-ті: Володимир Володаревич († після 1182), син попереднього;
- 1320-ті: Василь († після 1326);
- 1326: Федір Святославич († після 1326).